# Mesochorus diluvius
Mesochorus diluvius là một loài tò vò trong họ Ichneumonidae.